# Grazer Abkommen
Das Grazer Abkommen war eine Übereinkunft zwischen dem Anführer der bosnischen Serben, Radovan Karadžić und dem Anführer der bosnischen Kroaten, Mate Boban, die am 6. Mai 1992 geschlossen wurde. Darin wurde einen Monat nach Ausbruch des Bosnienkrieges die territoriale Aufteilung kroatischer und serbischer Gebiete in Bosnien-Herzegowina beschlossen. Das Verhalten der Kroaten kam einem Bündnisverrat an den Bosniern gleich.

## Ablauf
Slobodan Milošević und Franjo Tudjman hatten sich bereits 1991 bei einem geheimen Treffen im Jagdgebiet Karadjordjevo auf die Teilung Bosniens geeinigt. Die beiden Parteien trafen sich nun erneut, vertreten durch Karadžić und Boban in einem Tagungsraum im österreichischen Flughafen Graz. Die Bosnier wurden bei dem Treffen bewusst außenvorgelassen. Bobans Partei HDZ war zu diesem Zeitpunkt formal noch an der bosnischen Regierung beteiligt. Internationale Medien berichteten früh über das Treffen.

## Ergebnis und weiterer Kriegsverlauf
Die Kampfhandlungen zwischen Serben und Kroaten wurden eingestellt. Ab Anfang 1993 kämpften die Kroaten dann aktiv gegen die Bosnier. Die Bosnier mussten in der Folge bei extrem schlechter Versorgungslage gegen zwei Gegner kämpfen. Die Schutzmissionen der internationalen Gemeinschaft waren schlecht ausgestattet, und es fehlte der politische Wille der Staatengemeinschaft, aktiv in das Kriegsgeschehen einzugreifen. Erst im Angesicht von wiederholten Massakern an der Bosnischen Bevölkerung (Massaker von Srebrenica), griff die NATO schließlich aktiv zugunsten der Bosnier in den Krieg ein.
Kroatien änderte seine Strategie, als man alle territorialen Ziele erreicht hatte und Serbien in die Defensive geriet. In den letzten Monaten des Krieges machten Kroaten und Bosnier deutliche Geländegewinne. Die territoriale Aufteilung Bosniens wurde schließlich im Abkommen von Dayton geregelt.